# Aldo Florentín
Aldo Florentín (né le 10 novembre 1957 au Paraguay) est un joueur de football international paraguayen, qui évoluait au poste de milieu de terrain.

## Biographie

### Carrière en sélection
Avec l'équipe du Paraguay, il joue 31 matchs (pour 4 buts inscrits) entre 1979 et 1983. 
Il figure dans le groupe des sélectionnés lors des Copa América de 1975, de 1979 et de 1983. Il remporte la compétition en 1979.
Il joue également 4 matchs comptant pour les tours préliminaires de la coupe du monde 1982.

## Palmarès
| Cerro Porteño - Championnat du Paraguay (1) : - Champion : 1977. |  | Paraguay - Copa América (1) : - Vainqueur : 1979. |